# یواس‌اس پورت رویال (۱۸۶۲)
یواس‌اس پورت رویال (۱۸۶۲) (به انگلیسی: USS Port Royal (1862)) یک کشتی بود که طول آن ۲۰۹’ بود. این کشتی در سال ۱۸۶۲ ساخته شد.